# Frickenhausen am Main
Frickenhausen am Main là một đô thị ở huyện Würzburg bang Bayern, Đức.